# 加藤勇也
加藤 勇也（かとう ゆうや、2000年（平成12年）6月30日 - ）は、日本の歌手、ダンサー、俳優、ファッションモデル。TikTokerユニット「LADY steady GO」のメンバーで、ダンス＆ボーカルグループ「Zero PLANET」の元メンバーである。群馬県出身。血液型はO型。

## 略歴
2018年、「男子高生ミスターコン2018」にエントリー。9月24日に関東エリア準グランプリを、12月27日にはMysta賞を受賞した。
2019年3月25日、ダンス＆ボーカルグループ「Zero PLANET」へ加入。
2019年7月、オーディションイベント「シブスタ2019」で、10代に絶大な影響力を持つ次世代TikTokerユニットグループ「LADY steady GO」の結成を発表。メンバーとしてCDデビューを果たした。
2019年12月17日、10代向け新メディア『TEENS（ティーンズ）』のオープンが発表され、初期メンバーとして加入した。
2020年2月20日、舞台「ガチャリコフェスティバル」への出演が発表され、舞台出演を果たす。

## 人物
- 特技は、アクロバット。競技トランポリンでは、東日本大会で表彰された経験を持つ[10]。
- 身長の低い人に勇気を与えられるような存在になりたいと語っている[10]。

## 出演

### テレビドラマ
- 君の名前を好きって書いた（2020年10月11日 - 12月6日、CS日テレプラス） - 宮市太郎 役
- バイプレイヤーズ〜名脇役の森の100日間〜 第4話（2021年1月29日、テレビ東京） - 劇中ドラマ「CTO」の生徒 役
- 最高のオバハン 中島ハルコ 第7話（2021年5月22日、東海テレビ・フジテレビ） - 宮内俊介 役
- 24時間テレビドラマスペシャル「生徒が人生をやり直せる学校」（2021年8月21日、日本テレビ） - 森勇也 役[11]

### 映画
- もしもあたしたちがサイサイじゃなかったら。＆HERO DOCUMENTARY FILM（2020年9月25日公開、プラチナムピクセル）

### テレビ番組
- アオハルTV（2019年1月27日、フジテレビ）[1]

### 舞台
- ガチャリコフェスティバル（2020年4月24日 - 5月10日、日本青年館ホール）[8][9]
- 舞台版 『マーダー☆ミステリー 〜探偵・斑目瑞男の事件簿〜』（2021年12月5日、浅草花劇場） - 写真家 役[12]

### Web
- 今日、好きになりました。（AbemaTV） - ゆや 役[13][14]
  - 第8弾（2018年4月23日 - 5月14日）
  - 第9弾（2018年5月28日 - 6月18日）

### ミュージックビデオ
- Kamin「ありよりのあり」（2019年）[15]